# Just Eat
Just Eat es una compañía de servicios dedicada a la distribución de comida para llevar a domicilio en varios formatos. Actúa como un intermediario entre bares o restaurantes y los clientes, obteniendo sus ingresos de una comisión desde el 14% más I.V.A y por gastos de gestión de cada pedido realizado si el restaurante tiene su propio repartidor, y del 30% más I.V.A. si además pone la disponibilidad de sus repartidores asalariados y asegurados. Con sede en Reino Unido, opera en 13 países de Europa, Asia, Oceanía y América. La plataforma posee locales fuera de los restaurantes para organizar y coordinar las órdenes de distribución y entrega a domicilio. Cotiza en la Bolsa de Londres y es uno de valores integrantes del FTSE 250 Index.

## Historia
Jesper Buch fundó Just Eat en Dinamarca en el 2000 y lanzó el servicio el año siguiente, en agosto de 2001. En 2006, trasladó la compañía a Londres, donde se trasladó todo el equipo inicial bajo el mando del director de ventas, David Buttress. La empresa se puso en marcha en Reino Unido en marzo de ese año. La expansión internacional continuó con una sede en Países Bajos, donde iniciaron sus servicios en julio de 2007. Y en abril de 2008, se instalaron en Irlanda.
En enero de 2011, se estableció en India a través de una empresa conjunta con una compañía local. En febrero de 2011, el grupo captó 30 millones de libras para seguir su expansión y poder adquirir 7 nuevas empresas, entre las que estaban varios operadores locales como eat.ch (Suiza) en abril; ClickEat (Italia) en mayo; RestauranteWeb (Brasil) en junio y Alloresto (Francia) en diciembre. Otras adquisiciones buscaban fortalecer su presencia en el Reino Unido (como Urbanbite, para conseguir mayor cuota de mercado corporativo) o en Canadá (adquirió YummyWeb en abril para cubrir la región de Vancouver y GrubCanada en octubre para los mercados de la región de Ontario y Columbia).
Sus competidores principales son las empresas Deliveroo, GrubHub, y Hungryhouse.

## Cronología
- 2012: En abril, logró consolidar su posición en el Reino Unido al adquirir Fillmybelly.com.[13] Una semana más tarde, Just Eat anuncia una nueva ronda de financiación por un valor de £40 millones de libras.[14][15]

- 2013: Después de cinco años en la compañía, el CEO Klaus Nyengaard dio un paso atrás en febrero de 2013. Fue reemplazado en mayo por David Buttress.[16][17]

- 2014: El 3 de abril, la empresa salió a Bolsa en Londres.[18] En julio, aumentó hasta el 80% su participación en Alloresto.[19] En septiembre, Just Eat fusionó su negocio brasileño, RestauranteWeb, con uno de sus competidores, iFood, para formar una compañía conjunta en la que Just Eat tendría el 25% de participación.[20]

- 2015: En febrero de 2015, Just Eat vendió a FoodPanda sus inversiones en JV y continuó su expansión por México, con la adquisición del 100% de SinDelantal. Además aumentó su participación en IF-JE, la enseña brasileña de JV con iFood.[21][22] En mayo, anunció la compra de Menulog, una compañía australiana por la que pagó $855 millones de dólares australianos. Se financió con participaciones nuevas.[23] En julio, adquirió la firma Orderit.ca, una empresa canadiense de reparto de comidas, consolidando su presencia en Canadá.[24]

- 2016: En agosto, vendió sus operaciones en el Benelux (Países Bajos y Bélgica) a su competidor holandés Takeaway.com por €22,5 millones de euros.[25]

### España
Just Eat llegó a España en 2010. En 2012, adquirió a su competidora española SinDelantal.com.
Tras una guerra comercial entre Just Eat y su competidora La Nevera Roja con prácticas agresivas tales como retirar las pegatinas de la competencia del exterior de los restaurantes con el fin de quitarle visibilidad, Just Eat acabó adquiriendo en 2016 La Nevera Roja, junto con las ramas italiana, brasileña y mexicana de hellofood.

### India
Just Eat India fue fundada en julio de 2006 como HungryBangalore, por Ritesh Dwivedy.
En agosto de 2008, HungryBangalore fue rebautizada como HungryZone. HungryZone captó una primera ronda de financiación de Indian Angel Network. En enero de 2011, HungryZone anunció una sociedad conjunta con Just Eat, en la que la compañía británica poseería un 60% de participación. Just Eat se deshizo de sus acciones en la India en enero de 2015.

### Irlanda
Just Eat Irlanda fue lanzada en abril de 2008. En noviembre, Just Eat adquirió 250 restaurantes de Eatcity.ie.

## Inversión
En julio de 2009, Just Eat hizo una primera ronda de financiación. Index Ventures y Venrex Capital invirtieron £10.5 millones en Just Eat Holdings Ltd. En marzo de 2011 vino una segunda ronda de inversión procedente de EE. UU., es especial de Greylock Partners y Redpoint Ventures, que invirtieron £30 millones.
En abril de 2012, una tercera ronda de inversión atrajo a Vitruvian Partners, Index Ventures, Greylock Partners y Redpoint Ventures, que invirtieron más de £40 millones en Just Eat Holdings Ltd.

### Patrocinio
En mayo de 2014, firmó el patrocinio del Derby County Football Club por tres temporadas. El 1 de julio de 2015, Just Eat insistió en esta tarea de patrocinador y anunció su acuerdo con el club Oud-Heverlee Leuven para la temporada 2015-16.